# Джоселин, Роберт, 3-й граф Роден
Роберт Джоселин, 3-й граф Роден (англ. Robert Jocelyn, 3st Earl of Roden; 27 октября 1788 — 20 марта 1870) — ирландский политик-консерватор и сторонник протестантизма. Он носил титул учтивости — виконт Джоселин с 1797 по 1820 год.

## Предыстория

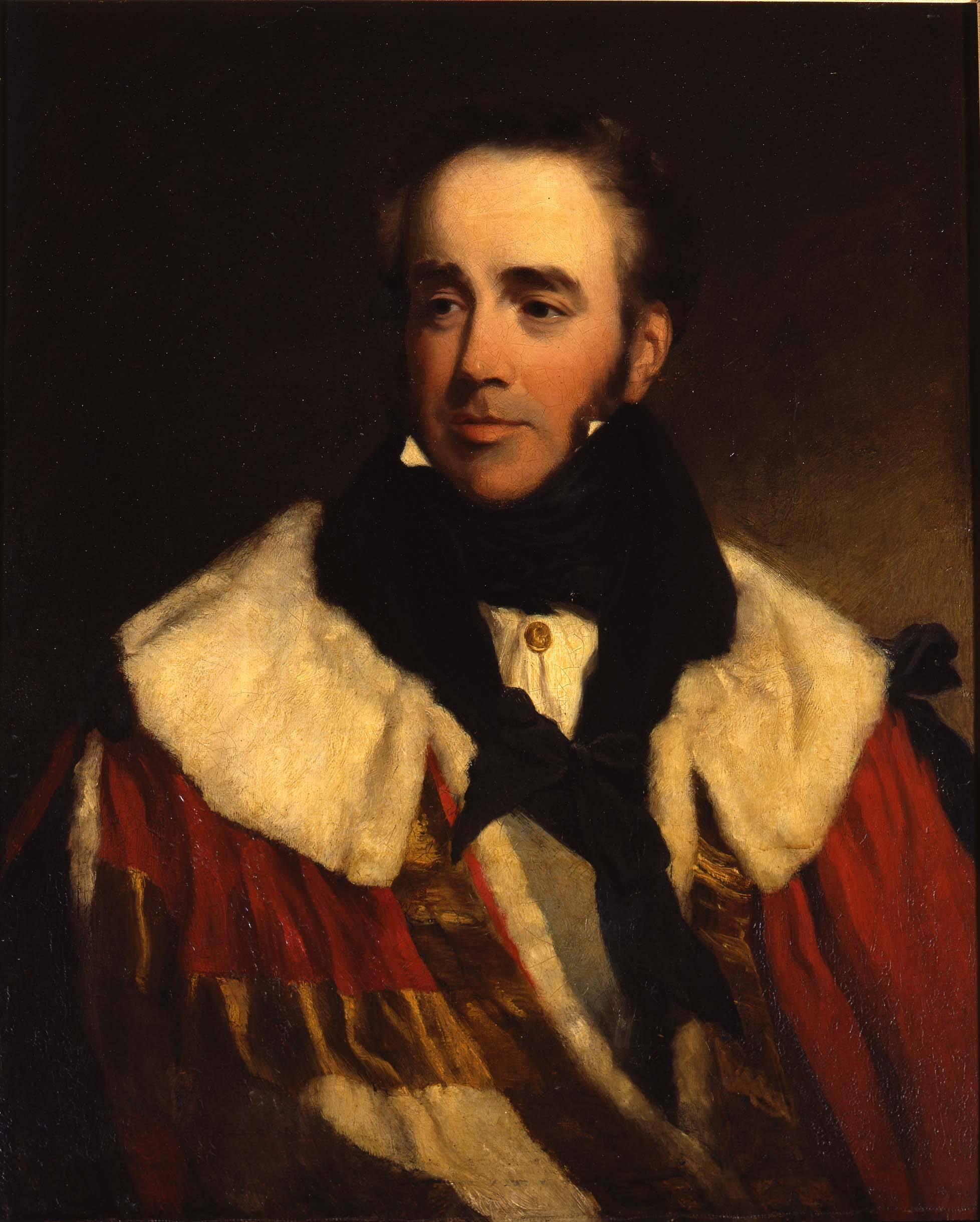
Ричард Джоселин, 3-й граф Роден (1788—1870), портрет Фредерика Ричарда Сея, 1830 год

Он родился 27 октября 1788 года в Брокли-парке, графство Лиишь, Ирландия. Старший сын Роберта Джослина, 2-го графа Родена (1756—1820), и его первой жены Фрэнсис Феодосии Блай (? — 1802), дочери преподобного Роберта Блая, декана Эльфина. Он получил образование в школе Харроу в Лондоне.

## Политическая карьера
Роберт Джоселин, будучи ярым консерватором, заседал в Палате общин Великобритании от графства Лаут в 1806—1807, 1810—1820 годах.
29 июня 1820 года после смерти своего отца Роберт Джоселин унаследовал титулы 3-го графа Родена из Хай-Родинга в графстве Типперэри, 4-го виконта Джоселина, 4-го барона Ньюпорта из Ньюпорта в графстве Типперэри и 7-го баронета Джоселина из Гайд-холла.
В марте 1812 года лорд Роден стал членом Тайного совета Великобритании . Он также занимал должности казначея королевского двора в правительствах Спенсера Персиваля и лорда Ливерпуля. В 1812—1827 годах — вице-камергер королевского двора в правительстве лорда Ливерпуля.
17 июля 1821 года для него был создан титул барона Кланбрассила из Гайд-холла в графстве Хартфордшир и Дандолка в графстве Лаут (Пэрство Соединённого королевства), что давало ему автоматическое место в Палате лордов Великобритании. В августе 1821 года он был награжден Орденом Святого Патрика . В 1858 году лорд Роден вторично стал членом Тайного совета Ирландии.

## Сторонник протестантских идей
Несмотря на политическую карьеру лорда Родена, он запомнился за его решительную поддержку протестантских идей на севере Ирландии и в других местах. Он поддерживал религиозные общества, такие как Библейское общество Хиберниана, Общество воскресной школы, Евангелический альянс и Протестантское общество сирот, а также проводил службу в частной часовне в Таллимор-парке, Каслвеллан, графство Даун, своей главной резиденции в Ирландии. Он был важным лидером Ордена Оранжистов, в конечном итоге дослужился до ранга Великого мастера и был описан как «стойкий юнионист».

## Семья
Лорд Роден был дважды женат. 9 января 1813 года он женился первым браком на достопочтенной Мэри Фрэнсис Кэтрин Стэплтон (ок. 1793 — 25 февраля 1861), дочь Томаса Стэплтона, 12-го барона ле Деспенсера, и Элизабет Элиот. У них было три сына и три дочери:
- Леди Элизабет Фрэнсис Шарлотта Джоселин (? — 2 сентября 1884), в 1836 году первым браком она вышла замуж за Ричарда Уингфилда, 6-го виконта Пауэрскорта, от брака с которым у неё было трое сыновей. Вторым браком в 1846 году она вышла замуж за Фредерика Стюарта, 4-го маркиза Лондондерри.
- Леди Фрэнсис Джоселин (? — 12 мая 1885), в 1833 году она вышла замуж за Чарльза Ноэля, 1-го графа Гейнсборо. Она служила камеристкой королевы Виктории.
- Леди Мария Джоселин (? — 17 марта 1894), в 1848 году она вышла замуж за Достопочтенного Чарльза Роберта Уэлда Форестера, сына Сесила Уэлда-Форестера, 1-го барона Форестера[англ.].
- Роберт Джоселин, виконт Джоселин[англ.] (20 февраля 1816 — 12 августа 1854), в 1841 году он женился на леди Фрэнсис Элизабет Купер, дочери Питера Купера, 5-го графа Купера. Лорд Джослин умер раньше своего отца, и поэтому старший сын лорда Джослина, Роберт, унаследовал графство от своего деда. Однако, поскольку Роберт умер неженатым и бездетным, титул перешел к его дяде.
- Джон Стрэндж Джоселин, 5-й граф Роден (5 июня 1823 — 3 июля 1897), в 1851 году женился на Достопочтенной Софии Хобхаус, дочери Джона Джона Хобхауса, 1-го барона Бротона. У пары родилась дочь, и графство перешло к Уильяму Генри Джослину, внуку 2-го графа Родена и его второй жены.
- Достопочтенный Уильям Нассау Джоселин (23 октября 1832 — 11 ноября 1892), в 1866 году он женился на Сесилии Мэри Эллиот, но их брак был бездетным.

После смерти первой жены Родена в феврале 1861 года он женился во второй раз на Клементине Джанет Эндрюс (? — 9 июля 1903), дочери Томаса Эндрюса и вдове капитана Роберта Лашингтона Рейли, 16 августа 1862 года. Детей у них не было. В более позднем возрасте лорд Роден провел время в Эдинбурге, Шотландия, чтобы поправить свое здоровье. Он умер там в марте 1870 года в возрасте 81 года, и ему наследовал графство его внук Роберт, сын покойного виконта Джоселина.